# Alestes affinis
Alestes affinis é uma espécie de peixe da família Alestiidae, endémica da Tanzânia.
Os seus habitats naturais são: rios e lagos de água doce.